# Shawn Wayans
Shawn Mathis Wayans (New York, 1971. január 19.–) amerikai színész, komikus, forgatókönyvíró, producer és DJ. Testvérével, Marlon Wayansszal együtt írta és játszott a The Wayans Bros. című sitcomban (1995-1999), valamint a Ne légy barom, míg iszod a dzsúszod a gettóban (1996), a Horrorra akadva, avagy tudom, kit ettél tavaly nyárson (2000), a Horrorra akadva 2. (2001), a Feketék fehéren (2004), a Kiscsávó (2006) és a Táncfilm (2009) című vígjátékokban szerepelt. Az In Living Color című sorozatban (1990-1993) kezdte pályafutását.

## Élete
Wayans tíz testvére közül kilencedikként született New Yorkban, Elvira Alethia (Green), egy házvezetőnő és szociális munkás, valamint Howell Stouten Wayans, egy szupermarket menedzser fiaként. Családja egykor Jehova tanúi voltak. Wayans a Manhattan-i Chelsea negyedben nőtt fel, és 1989-ben végzett a Bayard Rustin High School for the Humanities középiskolában, jó eredményekkel.
A Fox-on sugárzott In Living Color című műsorban DJ SW-1 karaktereként tűnt fel, majd később együtt dolgozott testvéreivel: Dwayne-nel, Keenen-nel (a műsor készítőjével), Damonnal, Marlonnal és a húgával, Kimmel.
Shawn Wayans Marlonnal együtt alkotta a The Wayans Bros. című sitcomot (The WB, 1995-99), valamint társíró, társproducer és főszereplő volt a Ne légy barom, míg iszod a dzsúszod a gettóban (1996) című filmben, amelyben Keenen is játszott. Wayans vendégszerepelt a MacGyver és a Hangin' with Mr. Cooper sitcomban, és Toof hangját szolgáltatta a Waynehead című animációs gyereksorozatban (amely Damon nevű bátyjának valós gyermekkori élményein alapul).
A Friss vér (1999) című drámában játszott mellékszerep után Wayans filmes szerepeinek száma drasztikusan megnőtt, amikor öccsével, Marlonnal együtt szerepelt egy sikerfilmben, amelyet idősebb testvérük, Keenen rendezett: Horrorra akadva, avagy tudom, kit ettél tavaly nyárson (1999-2000), egy képregényes szatíra (amelyet szintén ő írt) az olyan horrorfilmek akkori trendjéről, mint a Sikoly.
Wayans játszotta a látszólag zárkózott Ray Wilkinst, és ezt a szerepet a 2001-es Horrorra akadva 2. című folytatásban is eljátszotta. Wayans a mai napig nem vett részt a későbbi folytatásokban.
Marlonnal együtt szerepelt a Keenen rendezte Feketék fehéren (2004) című vígjátékban, amelyben egy FBI-ügynökpárt alakítottak, akik kénytelenek elkényeztetett fehér szőke örököslányoknak álcázni magukat. Shawn is kivette a részét a film történetéből és forgatókönyvéből. Wayans ismét összeállt Marlonnal és Keenen-nel a 2006-os Kiscsávó című vígjátékban, amelyben Wayans játszott, valamint társíró és társproducer is volt.

## Filmográfia

### Film
| Év   | Cím | Szerep         | Magyar hang    | Rendező             | Megjegyzés                                 |
| ---- | --- | -------------- | -------------- | ------------------- | ------------------------------------------ |
| 1988 | Nyasgem! I'm Gonna Git You Sucka                                                                                        | járókelő       |                | Keenen Ivory Wayans |                                            |
| 1996 | Ne légy barom, míg iszod a dzsúszod a gettóban Don't Be a Menace to South Central While Drinking Your Juice in the Hood | Hamutartó      | Kerekes József | Paris Barclay       | író is                                     |
| 1999 | Friss vér New Blood | Valentine      |                | Michael Hurst       |                                            |
| 2000 | Horrorra akadva, avagy tudom, kit ettél tavaly nyárson Scary Movie                                                      | Ray Wilkins    | Dózsa Zoltán   | Keenen Ivory Wayans | író és stáblistán nem szereplő producer is |
| 2001 | Horrorra akadva 2. Scary Movie 2                                                                                        | Ray Wilkins    | Dózsa Zoltán   | Keenen Ivory Wayans | író és társvezető producer is              |
| 2004 | Feketék fehéren White Chicks                                                                                            | Kevin Copeland | Dózsa Zoltán   | Keenen Ivory Wayans | író és producer is                         |
| 2006 | Kiscsávó Little Man | Darryl Edwards | Dózsa Zoltán   | Keenen Ivory Wayans | író és producer is                         |
| 2009 | Táncfilm Dance Flick | Baba apukája   |                | Damien Dante Wayans | író is                                     |

## Fordítás
- Ez a szócikk részben vagy egészben  a   Shawn Wayans című angol Wikipédia-szócikk fordításán alapul.  Az eredeti cikk szerkesztőit annak laptörténete sorolja fel. Ez a jelzés csupán a megfogalmazás eredetét és a szerzői jogokat jelzi, nem szolgál a cikkben szereplő információk forrásmegjelöléseként.